# Evgheni Mironov
Evghenii Vitalievici Mironov (n. 29 noiembrie 1966, Saratov, RSFS Rusă, URSS) este un actor de teatru și film rus, artist al poporului din Rusia (2004), dublu laureat al premiului de Stat al Federației Ruse (1995, 2010).
Este directorul artistic al teatrului de stat al națiunilor din anul 2006.

## Legături externe
- Sitel oficial
- Teatrul de stat al Națiunilor
- Evgheni Mironov pe site-ul „Cultura Saratovului”